# De Warzée d'Hermalle
De Warzée d'Hermalle is een Nederlands en Belgisch geslacht, oorspronkelijk afkomstig uit Villers waarvan leden sinds 1816 tot de Nederlandse adel behoren en welke Nederlandse tak in 1933 uitstierf.

## Geschiedenis
De stamreeks begint met Gérard de Warzée, heer van Villers wiens zoon in [1614] werd geboren. Nazaat Charles Warzée (1750-1813) neemt als eerste de naam De Warzée d'Hermalle aan; zijn zoon Charles (1776-1852) was heer van onder andere Hermalle.
Deze Charles (1776-1852) werd bij Koninklijk Besluit van 20 februari 1816 verheven in de Nederlandse adel en bij KB van 1817 werd hem verleend de titel van baron overgaand bij eerstgeboorte. De oudste zoon Charles Eugène Joseph (1808-1846) kreeg in 1834 vergunning al bij het leven van zijn vader de titel baron te voeren; de tweede zoon Charles Joseph Gustave (1813-1877) verkreeg bij hetzelfde KB de titel van baron bij eerstgeboorte en voor zijn andere mannelijke afstammelingen de titel van ridder. Met een dochter van de laatste stierf het adellijke geslacht in 1933 uit.
In 1905 adopteerde de laatste mannelijke telg Cécile baron de Warzée d'Hermalle (1852-1920) zijn neef (zoon van zijn zus) Marie Georges Gérard Léon le Maire Warzée d'Hermalle (1877-1931). Deze laatste werd de stamvader van het Belgische geslacht met de naam le Maire de Warzée d'Hermalle en werd in 1928 verheven in de Belgische adel met de titel van baron bij eerstgeboorte.